# Ивано-Франковский национальный технический университет нефти и газа
Ивано-Франковский национальный технический университет нефти и газа (ИФНТУНГ) (укр. Івано-Франківський національний технічний університет нафти і газу) — единственное на Украине высшее учебное заведение IV уровня аккредитации нефтегазового профиля, многофункциональный и разветвлённый учебно-научно-производственный комплекс, база Прикарпатской региональной организации студентов и преподавателей с довузовской и последипломной подготовкой, в составе которого 9 институтов, 3 колледжа и физико-технический лицей. Ныне в ИФНТУНГ обучается более 10 000 студентов, в том числе — около 590 иностранных студентов из 36 стран Европы, Азии и Африки.
Расположен в городе Ивано-Франковск.
Готовит специалистов для нефтегазовой и других отраслей народного хозяйства, офицеров Вооруженных сил Украины.
Заведение стало первопроходцем на Украине эксперимента по присоединению к Болонскому процессу.

## История

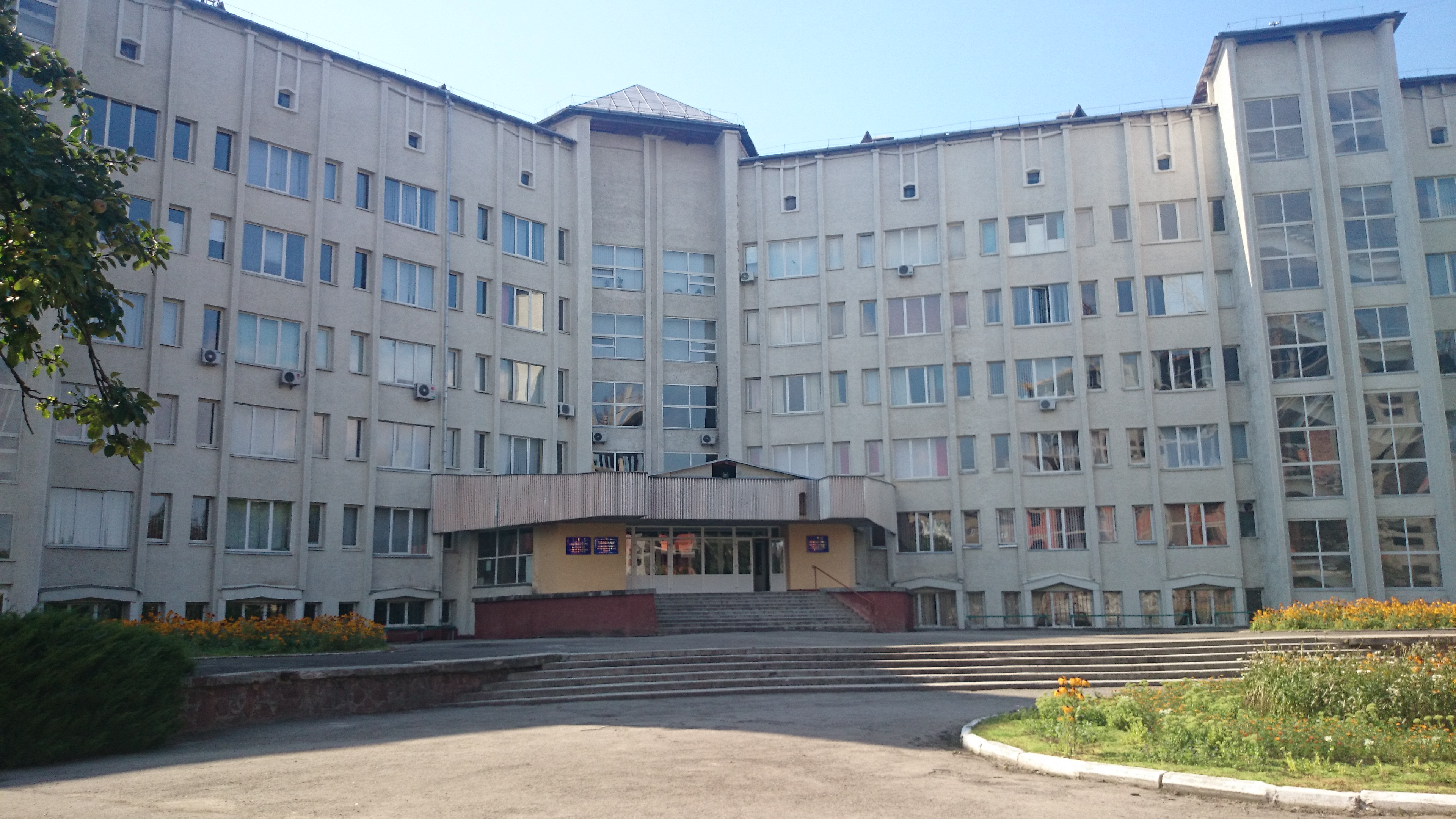
Факультет автоматизации

История вуза начинается с 1960 года, когда начал деятельность Станиславский общетехнический факультет Львовского политехнического института. В 1963 году факультет был реорганизован в Ивано-Франковский филиал Львовского политехнического института с отделениями нефтяной и газовой промышленности и общетехническим, впоследствии сюда переведены ещё и нефтяной факультет. В течение 1963—1964 годов были созданы новые факультеты: механический факультет (1963), факультет автоматизации и экономики (1966—1967).
Университет был основан в 1967 году, как Ивано-Франковский институт нефти и газа. С 1994 года — государственный технический университет нефти и газа IV уровня аккредитации, с 2001 года присвоен статус национального университета.
3 мая 2023 года ректором университета был избран Игорь Иванович Чудик.

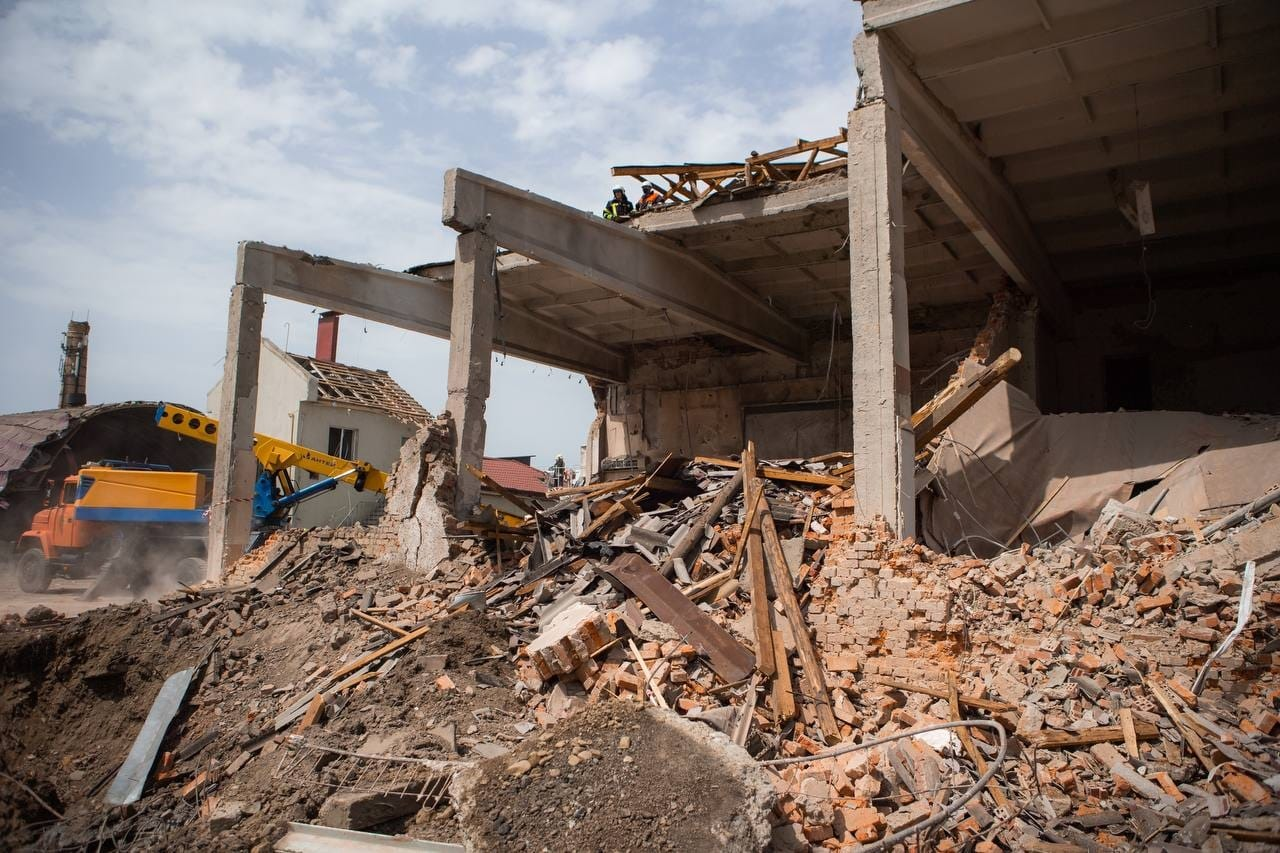
Корпус, полуразрушенный ракетным ударом в 2024 году

22 июня 2024 года корпуса университета были повреждены российским ракетным ударом. Один из корпусов был полуразрушен, многие другие повреждены.